# Tramway de Toulouse
Le tramway de Toulouse est un réseau de transport français, dans le département de la Haute-Garonne, dans l'agglomération toulousaine. Il complète depuis 2010 le réseau de transports en commun de Toulouse, déjà constitué de nombreuses lignes de bus et de deux lignes de métro. Ce réseau appartient au Syndicat Mixte des Transports en Commun (SMTC) Tisséo Collectivités, et est exploité par l'EPIC Tisséo Voyageurs.
Il est composé d'une seule ligne : la ligne T1.
La ligne T1, reliant Toulouse à Beauzelle via Blagnac, devait être inaugurée le 27 novembre 2010, inauguration reportée à la suite d'une grève du personnel de conduite. Elle est finalement mise en service le 11 décembre 2010, les conducteurs ayant obtenu satisfaction. La branche Envol, vers l'aéroport, est inaugurée le 11 avril 2015 puis fermée le 5 juin 2023 dans le cadre de la "Ligne Aéroport Express" (LAE) pour la nouvelle ligne C du métro Toulousain.
Il se situe sur la commune de Toulouse avec 13 stations, sur la commune de Blagnac avec 12 stations et sur la commune de Beauzelle avec 3 stations.

## Histoire

### Ancien réseau (1862-1957)

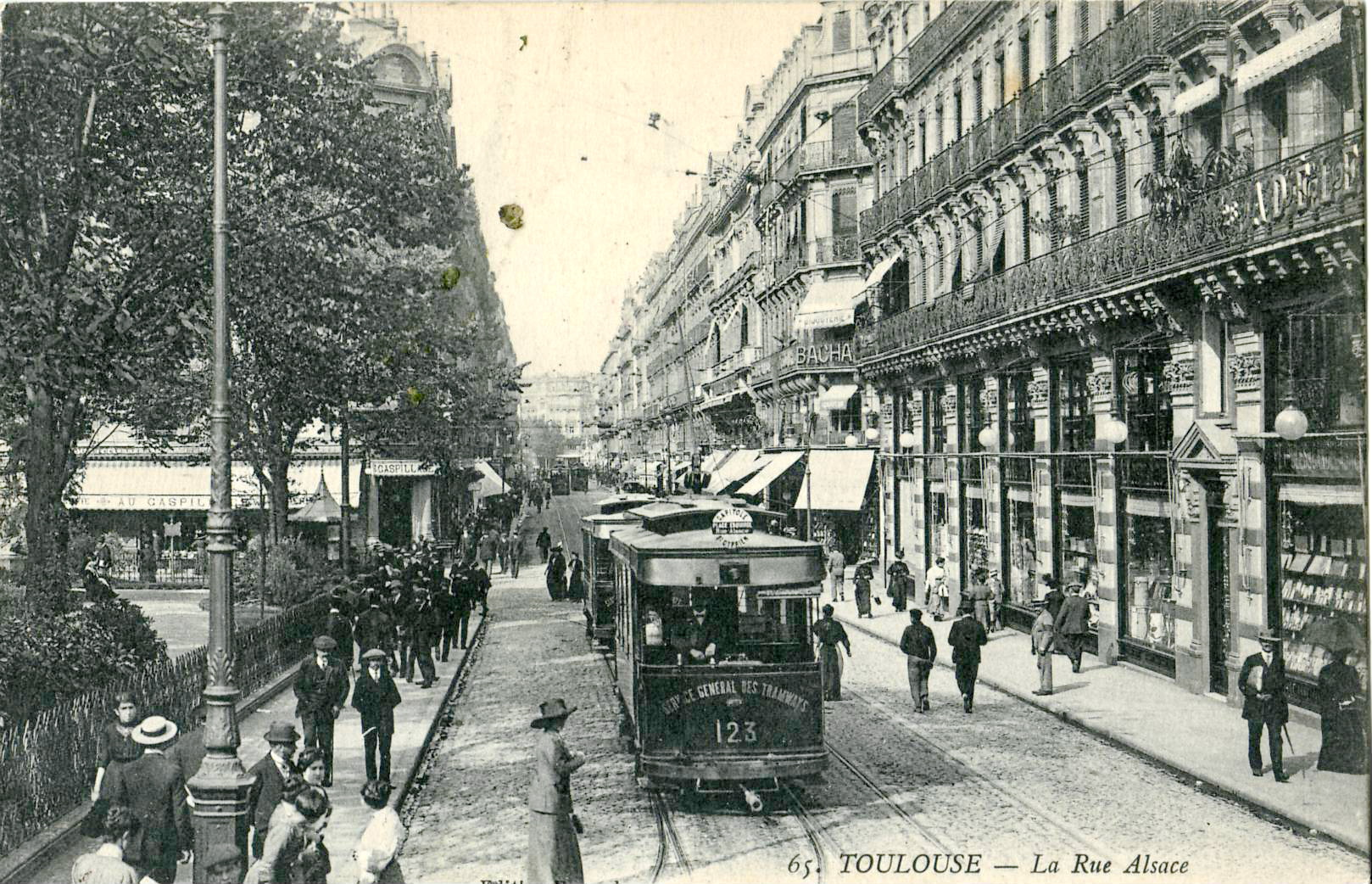
Tramway électrique de la Concession Pons, vers 1919. Rue d'Alsace-Lorraine

Le premier tramway de Toulouse fonctionne entre 1862 et 1957, dans la ville de Toulouse et dans ses environs. Il a d'abord été à traction hippomobile avant que le réseau ne soit électrifié au début du XXe siècle.

Il a été remplacé par des autobus, dont brièvement par des trolleybus.

### Choix et retour du tramway

Carte animée de l'évolution des infrastructures ferroviaires de l'agglomération de Toulouse, dont celle des anciens et actuels tramways, de 1885 à nos jours.

Durant la conception du réseau de TCSP de la ville, le tramway était en concurrence avec le métro
Le tramway sur rail contemporain de Toulouse est introduit un demi-siècle après la disparition de l'ancien réseau. Ce moyen de transport fut choisi après avoir été opposé à l'autobus guidé,.
- 2003 : Le SMTC présente un tracé théorique pour un transport guidé[6].
- 2005 : Le tramway comme moyen de transport est adopté en juin[7],[8].
- 2006 : Enquête publique et déclaration d'utilité publique[9].
- 2007 : Début de construction de la ligne E (actuelle )[10].
- 2010 : Ouverture à l’exploitation de la ligne .
- 2013 : Ouverture de l'extension Garonne de la ligne .
- 2015 : Ouverture de l'extension Envol : la ligne .
- 2020 : Ouverture de l'extension vers le MEETT, de la ligne .
- 2023 : Interruption de la ligne (jusqu'en 2026)

### Ouverture de la première section
La ligne  , devant initialement être mise en service le 27 novembre 2010, est finalement mise en service le 11 décembre 2010, à la suite d'un mouvement social ayant retardé l'ouverture de la ligne. Cette section de la première ligne du tramway moderne de Toulouse reliait alors la station Arènes (en connexion avec la ligne   et la ligne  ) et Aéroconstellation, en desservant au passage les quartiers ouest de Toulouse et le centre-ville de Blagnac. Cette nouvelle ligne marque l'arrivée d'un réseau structurant de transports dans le nord-ouest de l'agglomération, alors uniquement desservi par des lignes de bus. Ce secteur souffrait également d'un engorgement aux heures de pointe en raison de la présence des industries aéronautiques d'Airbus et de ses sous-traitants dans la zone.

## Réseau actuel

### Présentation du réseau
En 2016, le réseau de tramway de la ville de Toulouse est composé de deux lignes dont la fréquentation cumulée est de 47 000 voyageurs journaliers, alors que le réseau enregistre 12,9 millions de validations en 2018.
Au premier semestre 2016, un jour de semaine la fréquentation s'établit à 38 000 validations par jour, 27 000 pour la ligne   et 11 000 pour la ligne  .
| Le graphique qui aurait dû être présenté ici ne peut pas être affiché car il utilise l'ancienne extension Graph, désactivée pour des questions de sécurité. Des indications pour créer un nouveau graphique avec la nouvelle extension Chart sont disponibles ici . |

| Le graphique qui aurait dû être présenté ici ne peut pas être affiché car il utilise l'ancienne extension Graph, désactivée pour des questions de sécurité. Des indications pour créer un nouveau graphique avec la nouvelle extension Chart sont disponibles ici . |
| Données de Tisséo. |

| Le graphique qui aurait dû être présenté ici ne peut pas être affiché car il utilise l'ancienne extension Graph, désactivée pour des questions de sécurité. Des indications pour créer un nouveau graphique avec la nouvelle extension Chart sont disponibles ici . |

### Lignes
Le réseau de tramway de Toulouse est actuellement composé de deux lignes. La ligne   a été mise en service le 11 janvier 2010 (son prolongement en 2013) et relie la station de métro Palais-de-Justice au MEETT (extension 2020) via l'ouest de Toulouse et le centre de Blagnac. La ligne  , mise en service le 11 avril 2015, démarre également de la station de métro Palais-de-Justice, mais se rend à l'aéroport de Toulouse-Blagnac, et possède un tronc commun avec la ligne   sur tout son parcours sauf ses trois dernières stations, desservant l'ouest de Toulouse et les principaux sites de la zone aéroportuaire de Blagnac.
Depuis le 31 août 2020, 3 stations ont changé de nom :
- L'ancienne station Casselardit est devenue Cartoucherie,
- L'ancienne station Cartoucherie est devenue Zénith,
- L'ancienne station Zénith est devenue Hippodrome

| Ligne                           | Parcours                     | Mise en service | Longueur en km | Nombre de stations | Dernière extension | Matériel roulant |
| ------------------------------- | ---------------------------- | --------------- | -------------- | ------------------ | ------------------ | ---------------- |
| Ligne T1 du tramway de Toulouse | Palais-de-Justice ↔ MEETT    | 2010            | 14,8           | 25                 | 2020               | Citadis 302      |
| Ligne T2 du tramway de Toulouse | Palais-de-Justice ↔ Aéroport | 2015            | 10             | 16                 | -                  | Citadis 302      |

#### Ligne T1

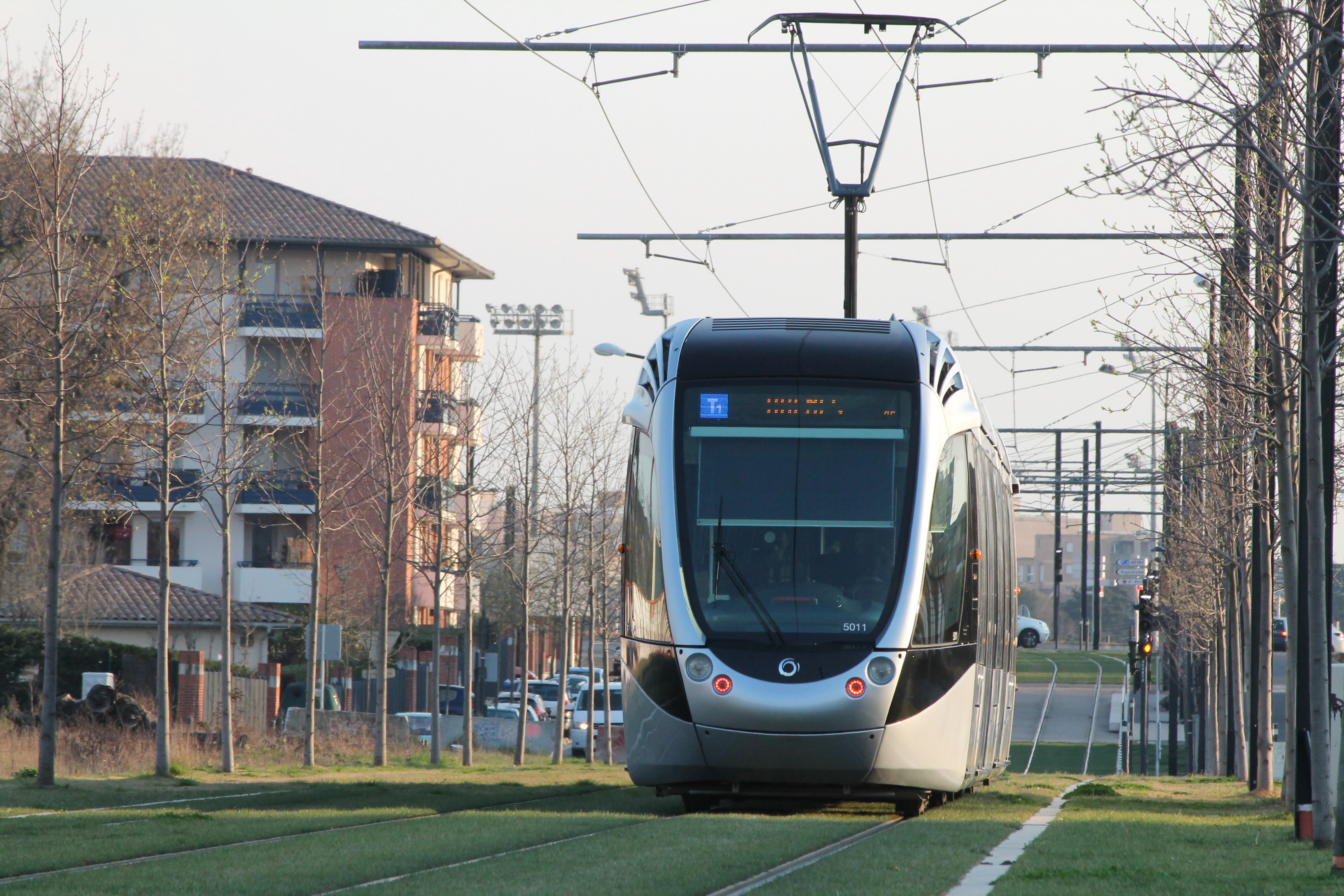
Tramway entre les stations Cartoucherie et Zénith.

La ligne   a marqué le retour du tramway dans l'agglomération toulousaine. Elle relie désormais les villes de Beauzelle et Blagnac à Toulouse. Dans un premier temps au niveau de la station Arènes, (en connexion avec les lignes :    , TER Occitanie, L2L3 143467Stadium) et aujourd'hui au niveau de la station Palais-de-Justice (en connexion avec les lignes :   66) d'un côté, et jusqu'au MEETT, parc des expositions (situé sur les communes de Beauzelle et Aussonne) de l'autre.
La ligne est longue de 14,8 km, et compte 25 stations, dont 13 sur la commune de Toulouse, 9 sur la commune de Blagnac et 3 sur la commune de Beauzelle.
Les travaux commencent durant l'été 2007. La mise en service, initialement prévue le 29 novembre 2010, a eu lieu le 11 décembre 2010.
En mars 2009, Tisséo annonce le lancement de la concertation publique pour le prolongement de la ligne de Arènes à Palais-de-Justice, qui se déroule du 20 avril au 15 mai. Nommé G comme Garonne (puisque la ligne franchit le fleuve), ce tronçon de 4 km pour un coût de 115 millions d'euros prolonge la ligne   depuis la station Arènes jusqu'à la station de métro Palais de Justice sans atteindre le Grand-Rond comme initialement projeté. La circulation des tramways pour des essais débute le 17 octobre 2013. Cette extension est mise en service le 20 décembre 2013, prolongeant ainsi la ligne   vers le centre-ville.
L'extension de 700 mètres vers le nouveau parc des expositions MEETT est mise en chantier en 2017 , puis mise en service le 31 août 2020. La station MEETT devient alors le terminus nord de la ligne, à l'exception de quelques services de fin de soirée faisant encore terminus à Aéroconstellation où est situé le centre de maintenance et de remisage des rames. Egalement, 3 stations changent de nom le jour-même.
Le 5 Juin 2023, la station Odyssud-Ritouret bénéficiera d'un terminus partiel, pour le renforcement des fréquences en heure de pointe passant de 9min à 4'30min entre Palais de Justice et Odyssud-Ritouret. Ce chantier est en lien direct avec la future ligne Aéroport Express, et la 3eme ligne de métro TAE,.

#### Ligne T2

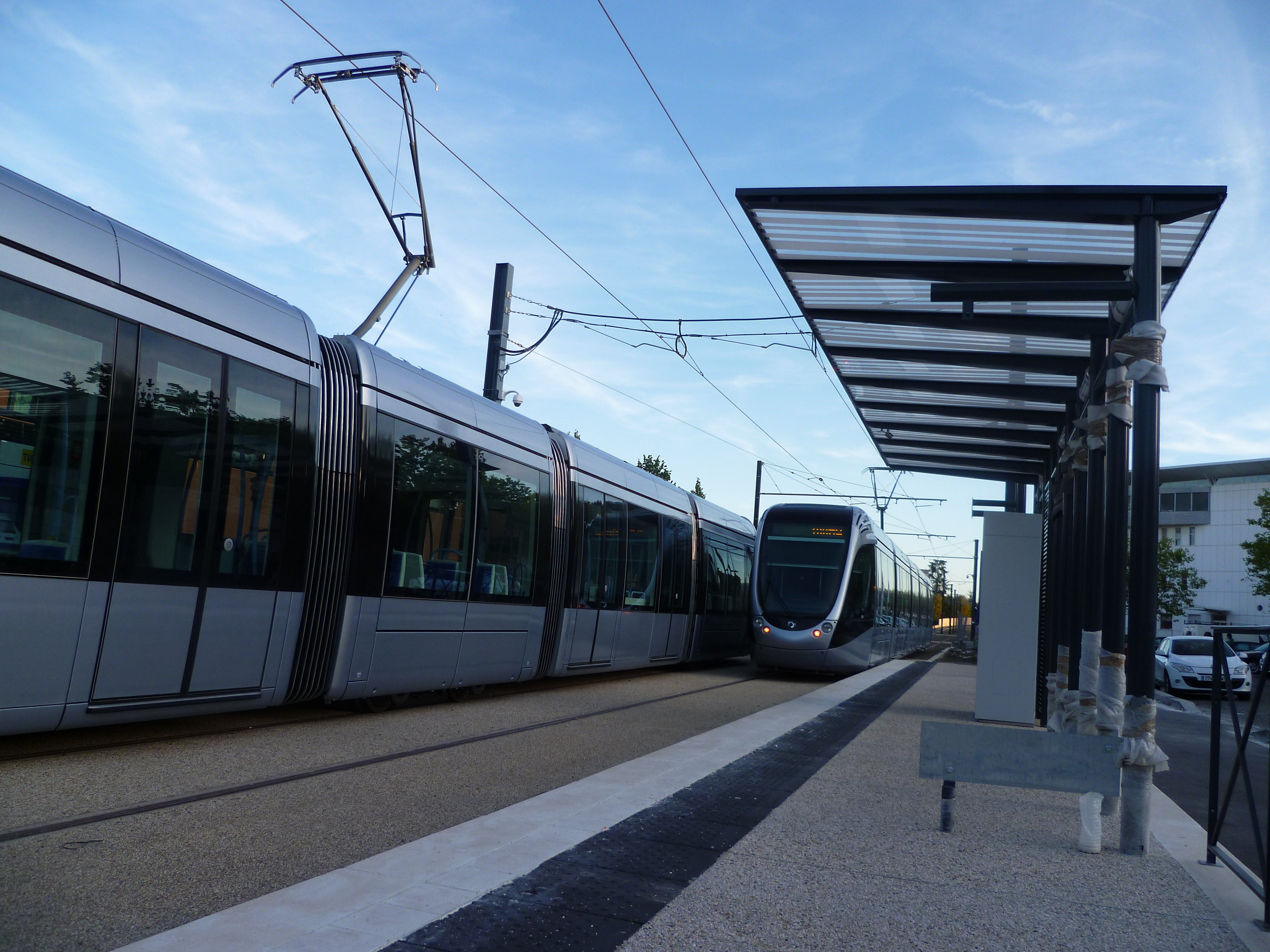
Rames à la station Purpan.

La ligne   est une branche de la ligne   de 2,40 km depuis le rond-point Jean Maga jusqu'à l'aérogare. Elle dessert la zone d’activité aéroportuaire sud de Blagnac et notamment la société Airbus. La ligne est construite au cours des années 2013 et 2014, et mise en service le 11 avril 2015.
À partir du 5 juin 2023, la ligne sera interompue jusqu'en 2026 en raison du chantier de la future station "Blagnac" de la future ligne C du métro.

### Stations
Le tramway de Toulouse comporte 27 stations : 13 sur le tronc commun, 11 sur la ligne   seule et 3 sur la ligne   seule.
Les quais sont pour la plupart latéraux, sauf seulement la station Avenue de Muret - Marcel Cavaillé, où le quai est central. Ils sont tous composés d'un abri, de bancs, de poubelles, de distributeurs automatiques de billets ainsi que d'un plan général du réseau Tisséo et des alentours de la station. Ils sont également éclairés et vidéo-surveillés. Par ailleurs, les stations Pasteur - Mairie de Blagnac et Patinoire - Barradels sont les seules à avoir leurs quais décalés.

Seules deux stations sont en correspondance avec le métro : Arènes avec la ligne   et Palais-de-Justice avec la ligne  . D'autres stations sont aussi des terminus de lignes de bus, comme Aéroconstellation, même si la plupart d'entre elles n'ont pas pour but la correspondance avec des lignes de bus, et nombre d'entre elles ne sont pas en correspondance avec d'autres lignes Tisséo. Les correspondances avec le métro ou le train ne se font pas quai à quai : il est nécessaire de passer par la voie publique pour effectuer une correspondance avec le réseau de métro ou ferroviaire.

Aménagements des stations
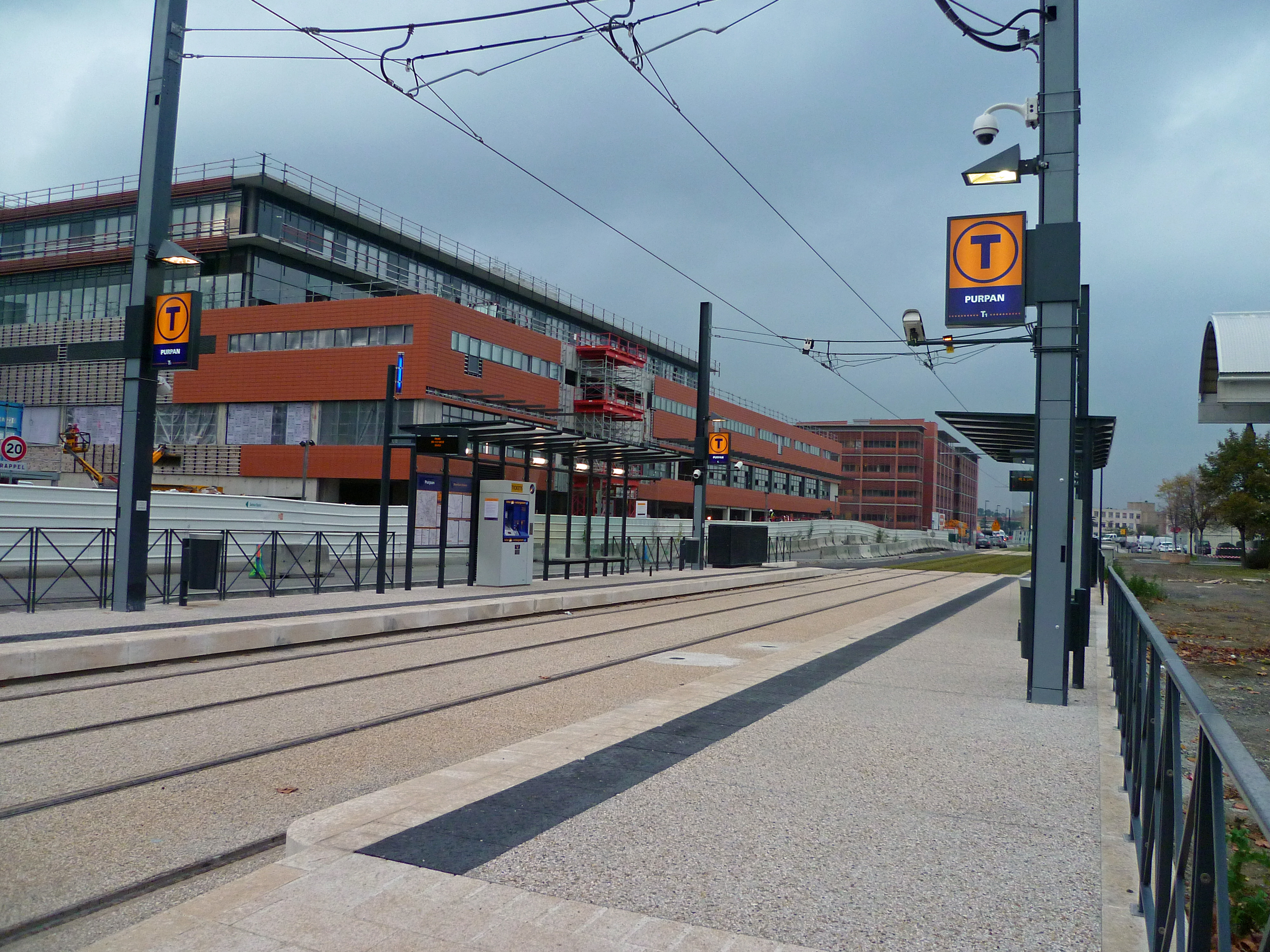
Vue générale d'une station.
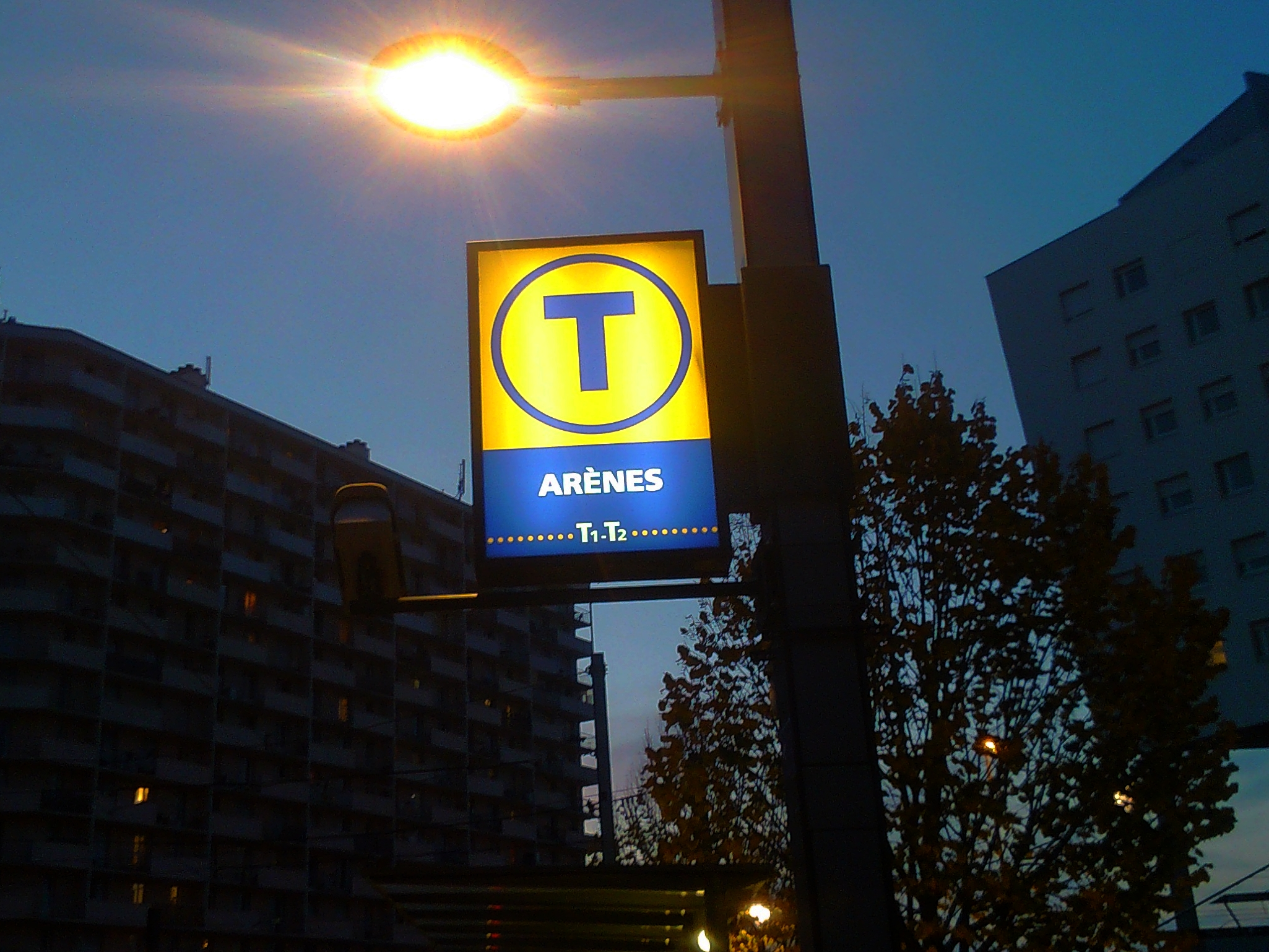
Édicule des stations.
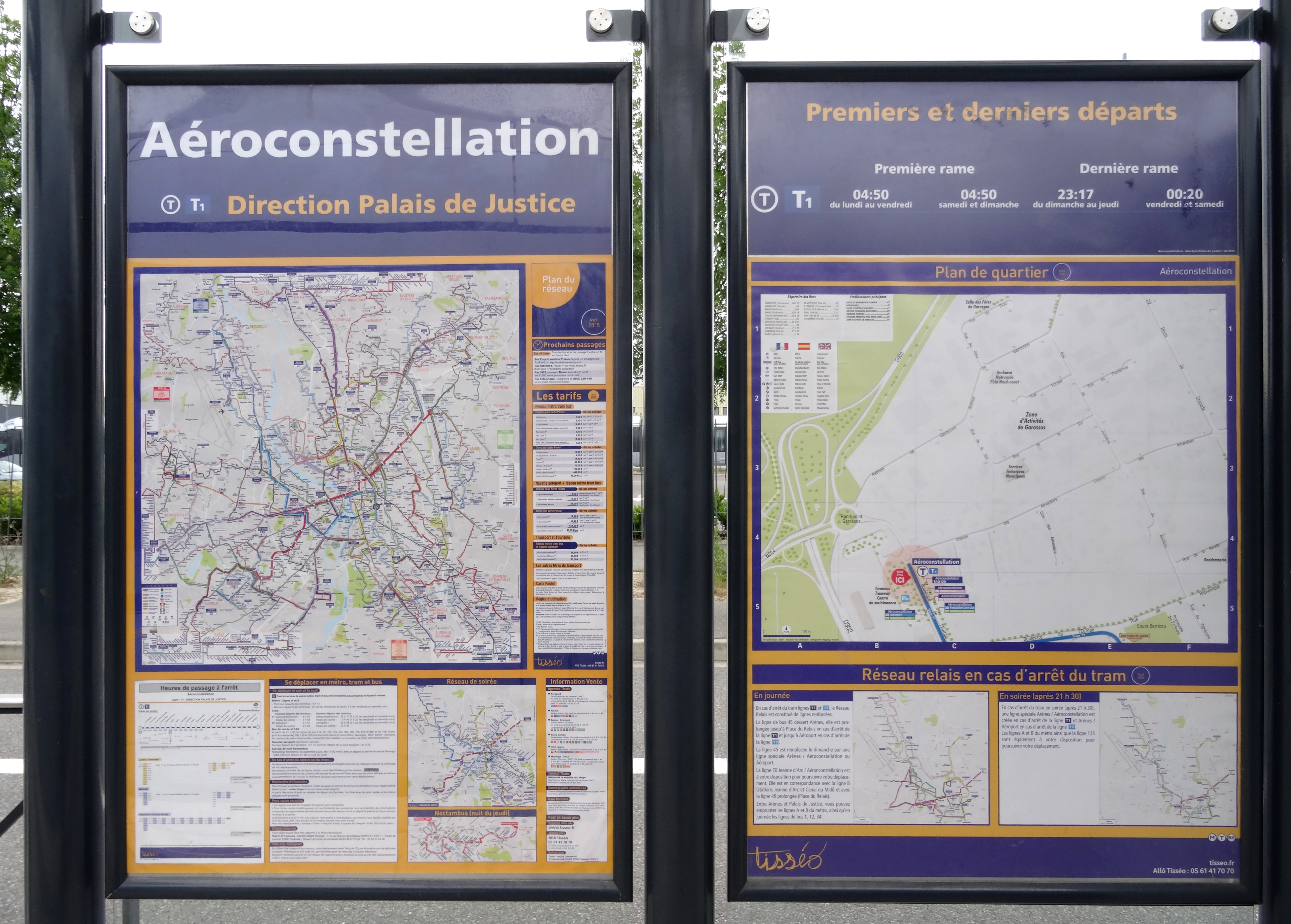
Plans.
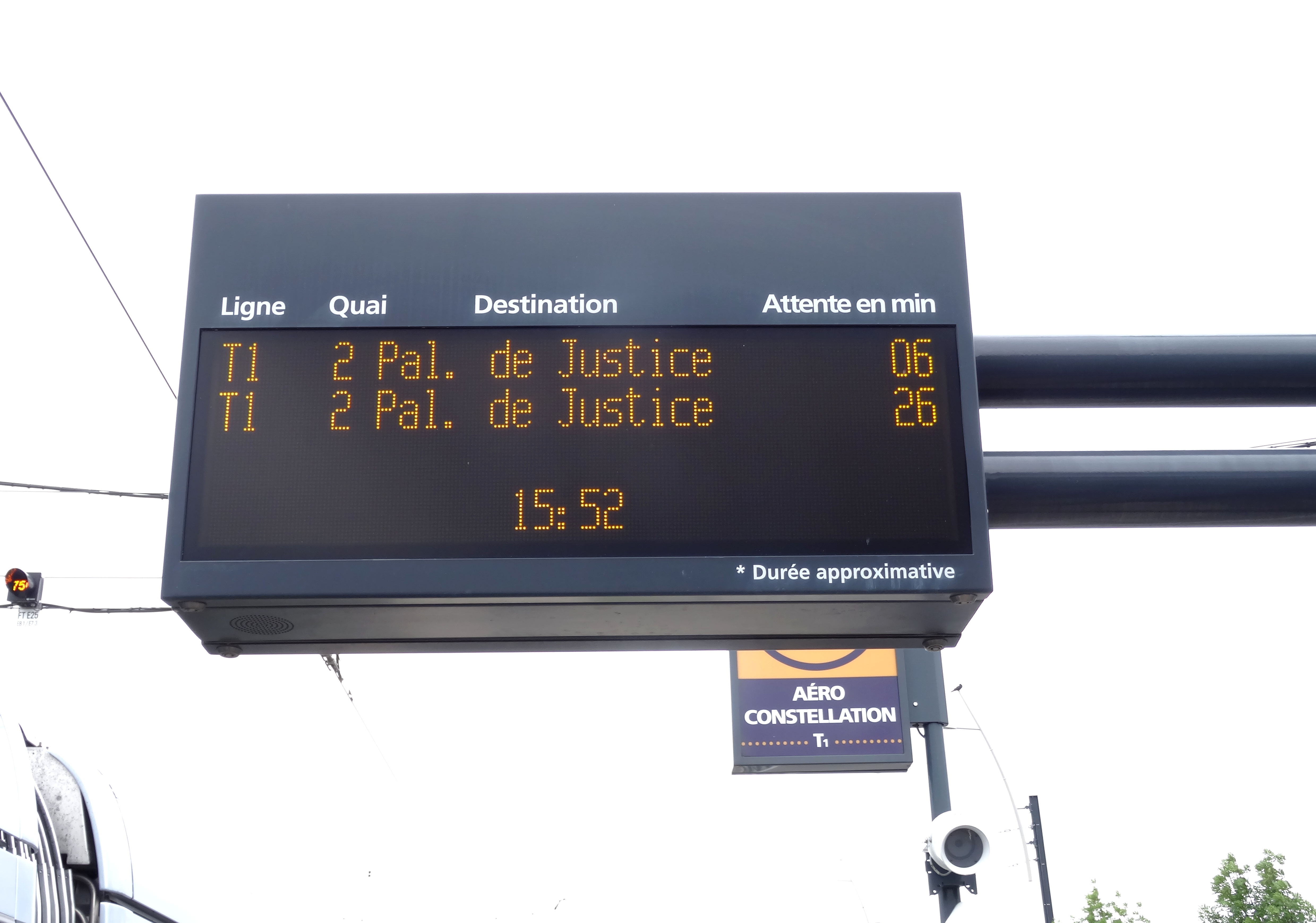
Panneau d'info voyageurs.

## Exploitation
L'exploitation du réseau est assurée par Tisséo, qui exploite l'ensemble des lignes de métro, tramway, Linéo, bus et transport à la demande de l'agglomération toulousaine, et qui est propriétaire des infrastructures et du matériel du réseau.

### Amplitudes horaires et fréquence
Le réseau est exploité de 4h50 (premier départ de Aéroconstellation sur la ligne  ) ou de 5h35 (premier départ d'Aéroport sur la ligne  ) jusqu'à 0h20 et 1h20 les vendredis et samedis (dernier départ de Palais-de-Justice),. Cependant, sur la ligne  , les circulations s'arrêtent à 0h20 et à 0h50 les vendredis et samedis, depuis Palais-de-Justice également. Cette différence s'explique par le fait que la ligne   ne dessert que la zone aéroportuaire, en plus du trajet déjà desservi par la ligne  . Il n'y a donc pas besoin d'une amplitude horaire aussi large que sur la ligne  , desservant le centre-ville de Blagnac et des quartiers toulousains.
Le temps d'attente maximum entre deux rames aux heures de pointe en semaine est de 9 minutes sur la ligne   et 10 minutes sur la ligne  . Ce temps d'attente monte à 12 minutes en journée en semaine sur les deux lignes. Le samedi, le temps d'attente varie entre 10 et 15 minutes, alors que le dimanche ce temps d'attente est de 20 minutes entre deux rames. Cette fréquence est donc à peu près similaire sur les deux lignes.
Alors que le métro de Toulouse ne possède pas de fiche horaires, le tramway, au vu de sa fréquence bien plus faible que le métro, a une fiche horaires par ligne détaillant les heures de passage ou les fréquences en heure de pointe, au même titre qu'une fiche horaires de ligne de Linéo et bus.

### Trafic
À l'ouverture en 2010 et dans les années qui ont suivi, la fréquentation du réseau toulousain était inférieure aux attentes, en deçà des cinq millions de voyageurs annuels. Aujourd'hui, elle a presque triplé, avec ses près de treize millions de voyageurs en 2018. Sa fréquentation est donc en constante augmentation depuis son ouverture, comme le montre le tableau ci-dessous.
| Année                                    | 2011 | 2012 | 2014 | 2015 | 2016 | 2017 | 2018 | 2019 | 2020 | 2024                   |
| Nombres de voyages annuels (en millions) | 4,2  | 5    | 8,2  | 9,6  | 10,9 | 12,0 | 12,9 | 13,7 | 7,7  | 12,9 (T1 uniquement),. |

Sur le réseau de tramway, les stations les plus fréquentées sont, en 2017, Arènes (2 661 808 validations) suivi de loin par Palais-de-Justice (1 183 242 validations), Déodat de Séverac (650 258 validations), Croix de Pierre (600 594 validations) et enfin par Purpan (481 094 validations). À elle seule, la station Arènes, principal point de correspondance entre le métro, le tramway et le train, enregistrait pas moins de 24 % du trafic total du tramway. À l'inverse, les stations Beauzelle Aéroscopia (58 698 validations) et Daurat (82 464 validations) sont celles qui enregistrent la plus faible fréquentation du réseau.

### Information voyageurs
Chaque station comporte un tableau d'affichage, où sont indiquées le temps d'attente avant la prochaine rame, sa direction et sa ligne. Ce système d'information est complété par des annonces visuelles au sein des rames, annonçant la prochaine station, le temps de trajet vers une prochaine station importante, la destination de la rame et sa ligne.
Au contraire du métro de Toulouse, aucune station n'est annoncée en occitan.

### Réseau relais
En cas d'interruption temporaire du réseau de Tramway, qui peut être liée à un accident ou à un problème technique sur une ligne, un réseau relais est mis en place par Tisséo.
En journée (entre 6h30 et 21h30), le réseau relais est constitué de :
- La ligne 45, qui est prolongée depuis son terminus Pelletier Purpan jusqu'à Place du Relais ou Aéroport, en plus de la desserte des stations (Zénith, Cartoucherie et Purpan à proximité) sur son itinéraire habituel.
- La ligne 70, qui est prolongée depuis son terminus Aéroconstellation jusqu'à MEETT, en plus de la desserte des stations (Aéroconstellation, Andromède Lycée, Place Georges Brassens, Grand Noble à proximité, Patinoire Barradels à proximité et Place du Relais) sur son itinéraire habituel.
- La ligne 31 est prolongée depuis l'arrêt Dewoitine en desservant les stations situées Servanty Airbus et Arènes.
- La ligne 66 dessert les stations entre "Fer à Cheval" et Palais-de-Justice et les stations "Ancely" et "Arènes Romaines".
- La ligne 34 (qui ne constituent pas un service spécial), les usagers sont simplement invités à les emprunter entre Palais-de-Justice et Arènes en effectuant des correspondances entre elles puisqu'aucun service direct n'est possible en cas d'arrêt entre ces deux stations Le plus simple étant d'utiliser les lignes   .
- La ligne T2', un service spécial, est mis en place (en plus de la ligne 45 relais) entre Ancely et Aéroport.

En soirée (5h à 6h30 et après 21h30), le réseau relais, bien plus simple, est constitué de :
- La ligne T1', un service spécial, est mis en place entre Arènes et MEETT.
- La ligne 31', un service spécial, dessert les stations entre Arènes et Servanty Airbus.
- Les lignes de soirée L2L3L4L5 complètent le relais par leurs dessertes habituelles des stations de Tramway.

En cas d'interruption de service sur le Tramway, il existe donc un réseau relais, mais plutôt complexe. Il est difficile de relier deux stations facilement, et cela nécessite souvent de nombreuses correspondances.

### Matériel roulant

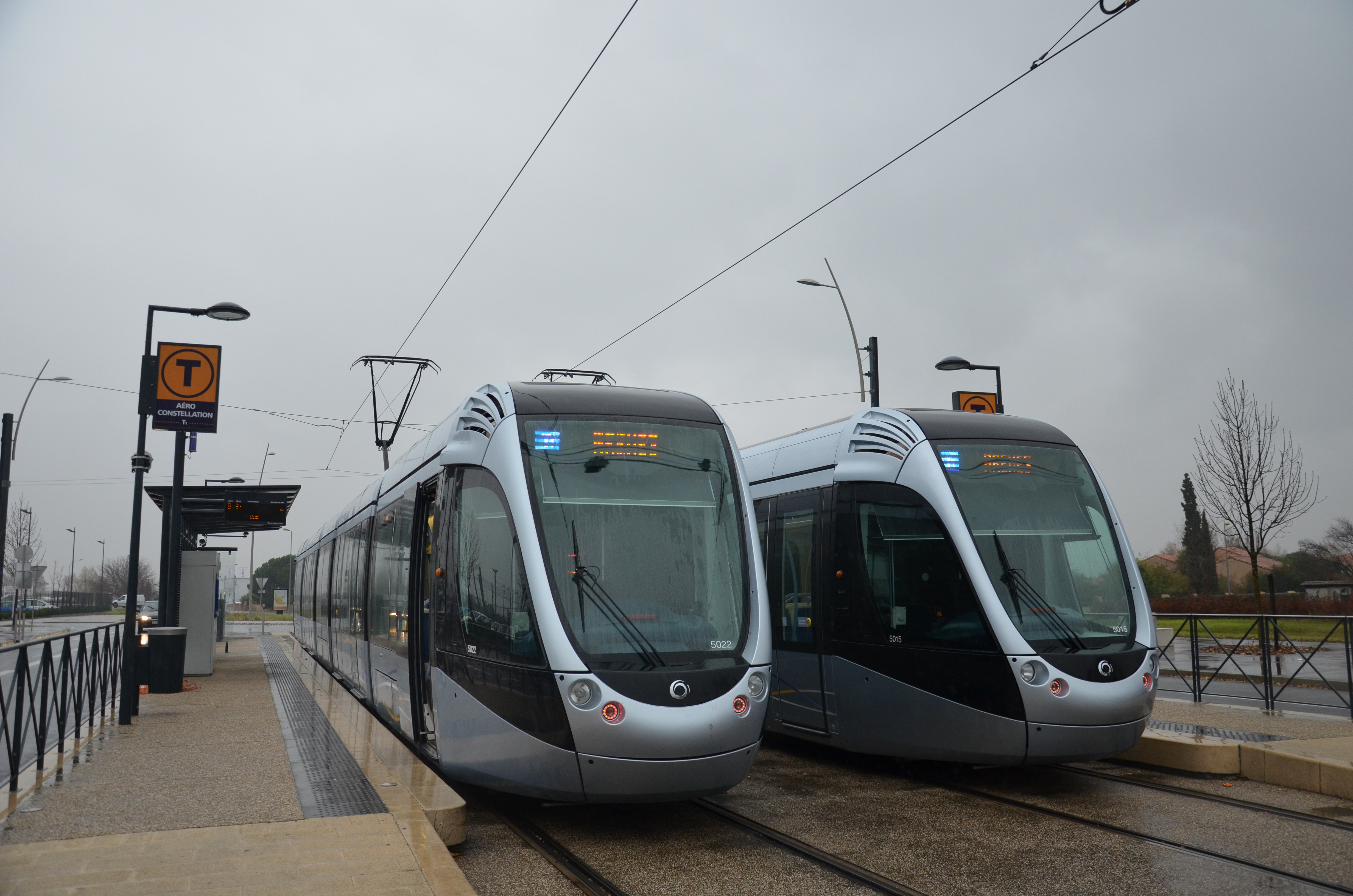
Citadis 302 sur la ligne T1, près du terminus Aéroconstellation.

La conception esthétique des rames a été réalisée par Airbus qui a voulu créer un clin d’œil à l'aéronautique à travers l'apparence des rames, industrie omniprésente et symbole de l'agglomération toulousaine. La conception intérieure quant à elle doit reprendre l'apparence de l'intérieur d'un avion Airbus, notamment par ses couleurs ou les barres de maintien des sièges, supposées être en forme d'aile d'avion,.

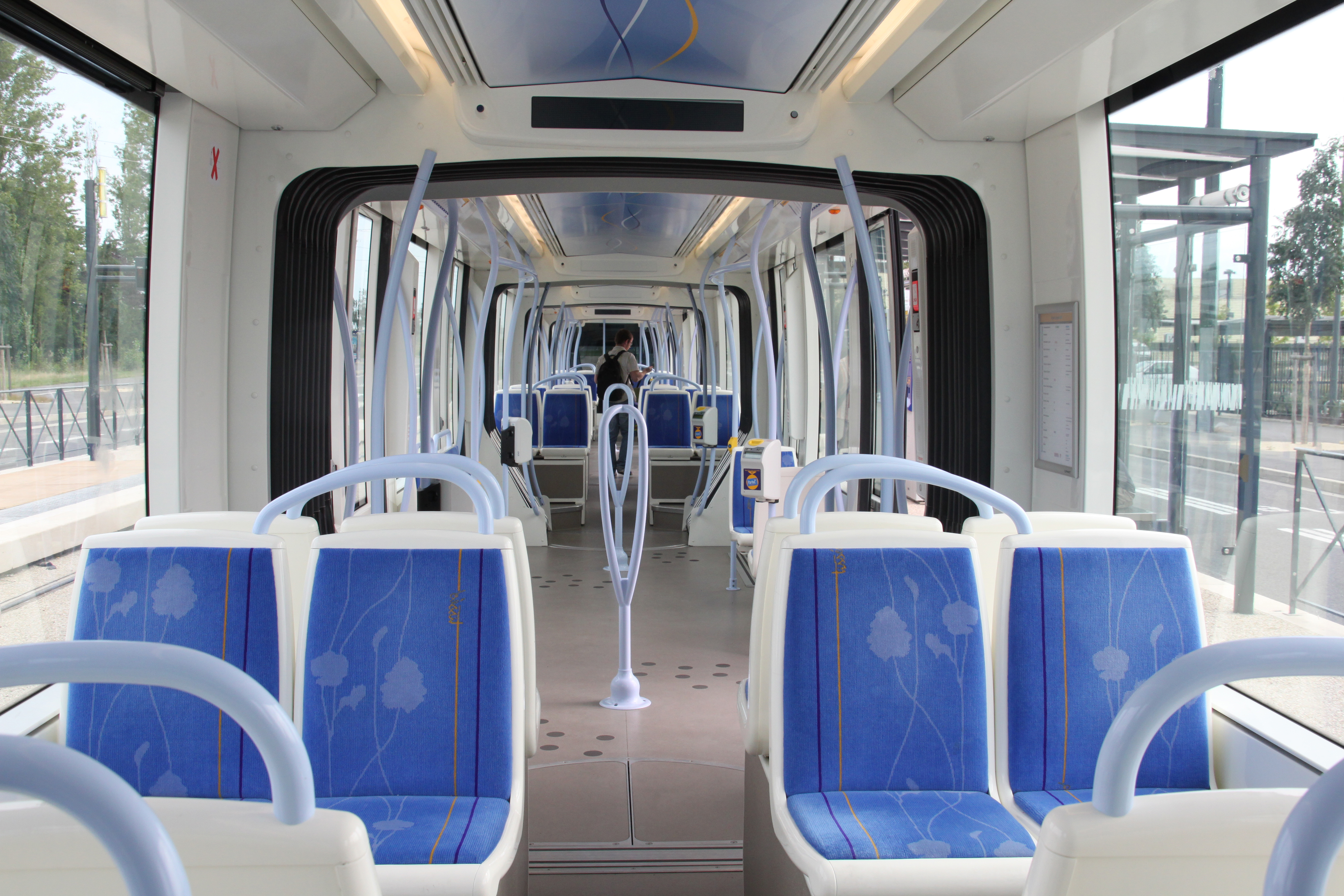
Aménagement intérieur d'une rame.

Le réseau voit circuler 28 rames Citadis 302 fabriquées par Alstom, en service sur les deux lignes (24 rames présentes à l'origine pour la ligne  , plus 4 rames supplémentaires qui ont été commandées pour la ligne  ).
Tisséo va passer une commande groupée avec Brest et Besançon sur l'achat de rames supplémentaires, 6 rames serviront pour la ligne Aéroport Express et 3 rames pour le renfort de la ligne T1, livraison des rames prévu entre 2025 et 2026

### Dépôt et atelier
Le centre de maintenance de Garossos couvre environ 8 000 m2 de bâtiments sur une parcelle de 4 ha. Le bâtiment principal de remisage couvre une superficie de 6 200 m2, un deuxième bâtiment de 1 800 m2 étant essentiellement dédié au personnel. Le centre de maintenance se trouve à proximité immédiate du terminus Aéroconstellation. Les bâtiments sont en béton et bardage couleur or.
Le parc est composé de 5 remisages pouvant contenir chacun 4 rames et d'une annexe de 3 remisages pour 3 rames chacun, ce qui porte la capacité de parcage à 29 rames pour 28 rames[réf. nécessaire].

### Tarification et financement
Le coût du déplacement sur le réseau de tramway toulousain est le même que sur l'ensemble des lignes de métro, bus et transport à la demande du réseau Tisséo desservant l'agglomération toulousaine. Cependant, il est impossible d'accéder aux TER Occitanie ou au réseau départemental de transports, le réseau Arc-en-Ciel avec un titre Tisséo utilisé dans le tramway sauf pour la ligne Arènes - Colomiers. Un voyageur qui souhaite voyager sur deux de ces réseaux ou l'ensemble d'entre eux doit s'acquitter des titres de transports des différents réseaux qu'il emprunte. Cependant, la carte Pastel permet le stockage de titres de transports sur tous ces réseaux, et des abonnements combinant plusieurs de ces réseaux existent.
Il existe différents titres de transports dans le tramway toulousain : un déplacement, dix déplacements, ticket journée... Ces différents titres de transports permettent la correspondance avec le réseau de métro ou de bus, à condition de respecter un délai d'une heure et un maximum de trois correspondances sur un même déplacement, sans quoi le voyageur doit s'acquitter d'un nouveau titre de transport, ou un nouveau déplacement est débité sur son ticket. Des abonnements hebdomadaires, mensuels ou annuels existent également sur la carte Pastel, ou depuis peu sur smartphone.
Des réductions voire une gratuité totale sont disponibles sous certaines conditions sur le réseau Tisséo. Les voyageurs de moins de 26 ans ou de plus de 65 ans, les personnes à mobilité réduite, les familles nombreuses et les groupes bénéficient de réductions importantes sur l'ensemble du réseau. De plus, les demandeurs d'emplois, demandeurs d'asiles, retraités (sous condition de ressources), scolaires et étudiants boursiers (échelon 7) bénéficient d'une gratuité totale sur l'ensemble du réseau de la métropole.
Pour l'achat des titres de transports ou des abonnements, Tisséo a mis en place huit agences sur l'ensemble du territoire de Toulouse. Pour ce qui est du tramway, deux d'entre elles se trouvent à proximité du réseau de tramway : Aéroport, terminus de la ligne  , et Arènes, station de correspondance entre les lignes       . Des commerçants partenaires de Tisséo complètent ce dispositif.
Le financement du fonctionnement du réseau et l'achat de matériel est entièrement financé par le réseau Tisséo, qui est composé de quatre intercommunalités : Toulouse Métropole, le Sicoval, le Muretain Agglo et le Syndicat intercommunal des transports publics de la région toulousaine. Tisséo comporte trois divisions : Tisséo-Voyageurs, exploitant du métro, du tramway et du réseau de bus du réseau ; Tisséo-Collectivités, qui prend en charge les projets de développement du réseau ; Tisséo-Ingénierie, qui gère les travaux d'extension du réseau.

## Installations fixes

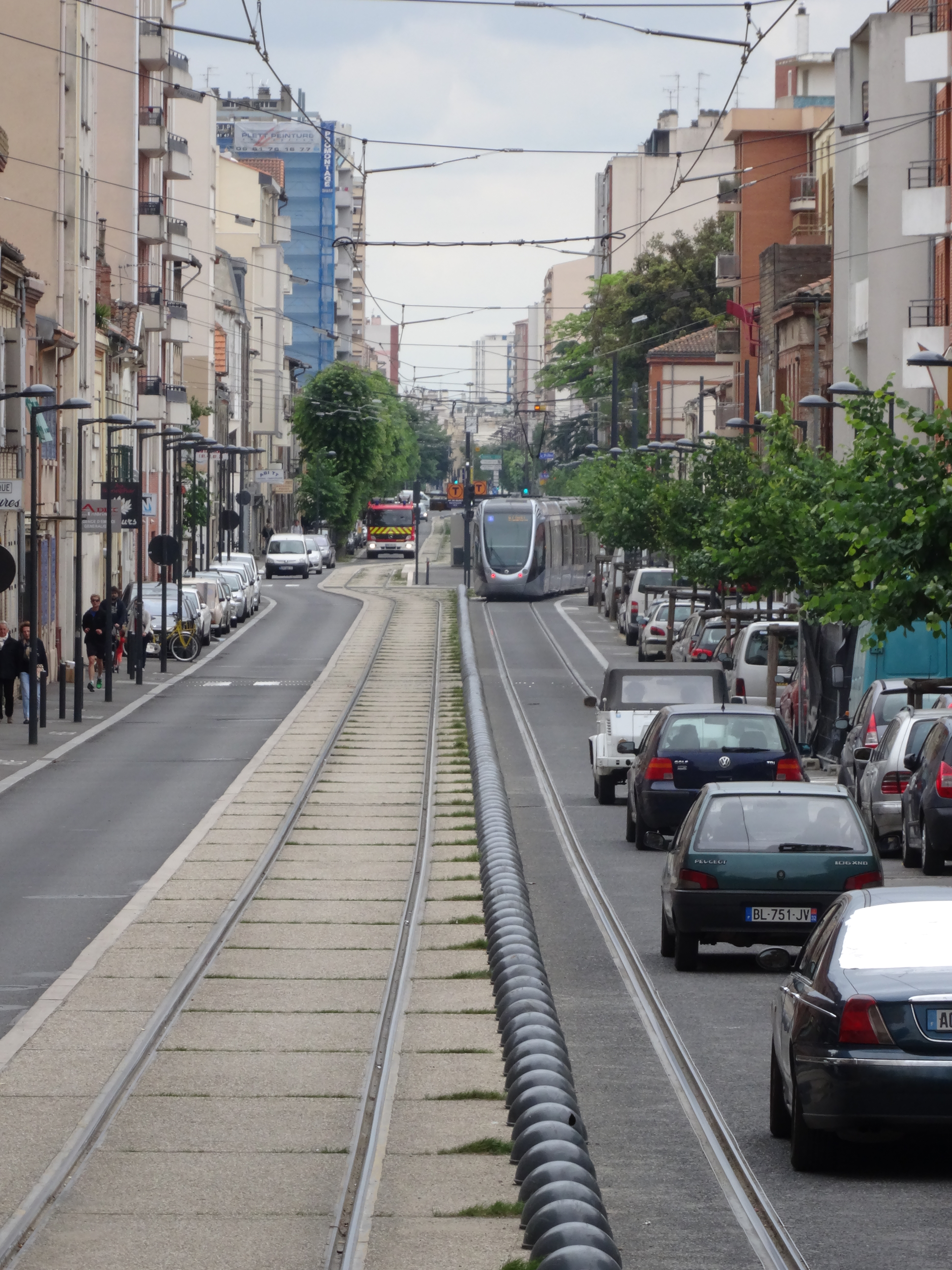
Double voie du tramway de Toulouse, une partagée avec les voitures, une exclusive au tramway

### Voies
Le réseau est intégralement à double voie.
Le réseau n'est pas intégralement en site propre: Des sections partagées existent au niveau de Blagnac et de l'avenue de Muret

### Alimentation électrique et ligne aérienne
Comme les autres réseaux de tramways modernes en France, le réseau est intégralement alimenté en 750 V courant continu. Il utilise intégralement des lignes aériennes de contact, suspendues selon les tronçons par des potences ou par des fils fixés sur les façades.

## Projets de développement

### Ligne "Aéroport Express"
Dans le futur, la ligne   sera extrêmement raccourcie et transformée en un tramway express, reliant la station Blagnac de la future troisième ligne du métro toulousain à l'Aéroport de Toulouse-Blagnac. Le trajet reliant la station Blagnac à Aéroport devrait prendre 6 minutes et permettra de relier l'Aéroport de Toulouse-Blagnac à la Gare de Toulouse-Matabiau en seulement 22 minutes (en empruntant Aéroport Express et la Troisième Ligne de Métro) selon Tisséo. Elle a également pour objectif de desservir, en plus de l'aéroport, toutes les entreprises du secteur aéronautique situées aux alentours.
La station Blagnac devrait alors devenir un vrai pôle d'échanges, alors que celle-ci n'existe même pas aujourd'hui sur le tracé du tramway en circulation, étant située au niveau de la séparation des lignes    entre les stations Ancely et Servanty Airbus ou Nadot.
Cet aménagement devrait être opérationnel en même temps que la troisième ligne du métro, en 2028, et fait partie du projet Toulouse Aerospace Express, composé aussi du projet de troisième ligne de métro, et de prolongement de la ligne  . Cette nouvelle ligne reprendra le tracé de la ligne   sur la branche actuelle séparée de la ligne  , avec un nouveau matériel roulant.
Son prolongement vers le parc des expositions MEETT fut envisagé. Cette extension a été ouverte en 2020.

### Prolongement vers la troisième ligne de métro
Une interconnexion entre la ligne T1 et la troisième ligne de métro sera étudiée dans le projet Mobilités .

### Développement futur du réseau de tram, après l'ouverture de la 3eme ligne de métro
Le président de Tisseo a annoncé à la presse que le tramway de Toulouse devrait connaître une extension et de nouvelles lignes après l'ouverture de la 3eme ligne de métro en 2028, des études auront lieu dans la décennie 2020-2030

### Projets annulés
En avril 2014, Jean-Luc Moudenc, nouveau maire de Toulouse, annonce que le développement du tramway à Toulouse va effectivement s’arrêter après la livraison de la ligne Envol dont le chantier était alors en cours (elle a été mise en service un an plus tard en avril 2015).

#### Ligne «Canal»
Cette ligne, devant relier les Ponts-Jumeaux à Montaudran, en suivant le canal du Midi jusqu'au pont des Demoiselles, est inscrite au PDU en 2001, sous l'intitulé « système guidé ».
Sa réalisation était prévue à l'horizon 2015 suivant la planification de l'ancienne équipe Tisséo, mais aucune étude n'a réellement été consacrée à ce projet.
La municipalité élue en 2008 a envisagé de réaliser la connexion entre ligne Garonne et ligne Canal afin de finaliser un système de transport circulaire mais, au vu du niveau de fréquentation du tramway déjà inauguré, la   prolongée sera limitée pour un temps à Palais de Justice.
Début juin 2013, Tisséo SMTC a lancé officiellement les études préliminaires du Tramway Canal. Le coût estimé était de 300 millions d’euros, dont un million pour les études. La concertation publique était envisagée au deuxième semestre 2014, les travaux en 2017-2019 pour une mise en service à l’horizon 2020. Avec la ligne Envol, la ligne permettait de créer une liaison Aéroport-Gare Matabiau directe.
Les deux tracés envisagés incluent tous de créer un nouveau pont pour traverser la Garonne entre les Ponts-Jumeaux et la rive opposée pour rejoindre la ligne T1. En effet, le Pont des Catalans et le pont du périphérique n'ont pas été choisis pour accueillir le tramway,  Les variantes principalement envisagées envisagent ce pont le long de celui du périphérique, ou entre le boulevard Jean-Brunhes et l'avenue Édouard-Debat-Ponsan.
La ligne aurait pu être réalisée selon le développement démographique en tramway ou éventuellement en BHNS,,.
L'équipe municipale élue en 2014 a abandonné ce projet afin de financer une troisième ligne de métro, Toulouse Aerospace Express, qui reliera d'un côté deux terminus, l'un situé sur le site à la Gare de Colomiers, l'autre situé à l'Innopôle de Labège.

#### Autres projets
Pendant la campagne électorale municipale de 2008, la liste menée par Pierre Cohen qui a obtenu la majorité des voix à cette élection envisageait la construction de trois nouvelles lignes de tramway :
- deux lignes radiales, Nord - Sud (Blagnac - Saint-Orens-de-Gameville) et Est - Ouest (Tournefeuille - L'Union) se croisant, avec possiblement des branches et variantes vers Labège (au lieu du prolongement de la ligne  ) et Colomiers via Casselardit et Saint-Martin-du-Touch [57];
- une ligne circulaire, « en rocade » autour de Toulouse, en correspondance avec les lignes de tramway et de métro existantes[58],[59],[53]

Une part importante de ces projets furent inclus dans le projet de révision du PDU de 2009. À l'exception du tramway Canal, ils ont été ensuite transformés en BHNS ou en site propre bus dans le PDU 2012 pour des raisons budgétaires,,. Notamment, le projet de branche de tramway vers Saint-Orens a été abandonné à la demande du Sicoval
Un prolongement du T1 vers la ZAC Laubis à Seilh après celui vers l'actuel MEETT a été envisagé dans le PDU 2012 ,.
Ces projets ne figurent pas dans le projet mobilités 2020-2025-2030 de Tisséo-SMTC. Ils sont donc abandonnés.